# Intraveneuze canule

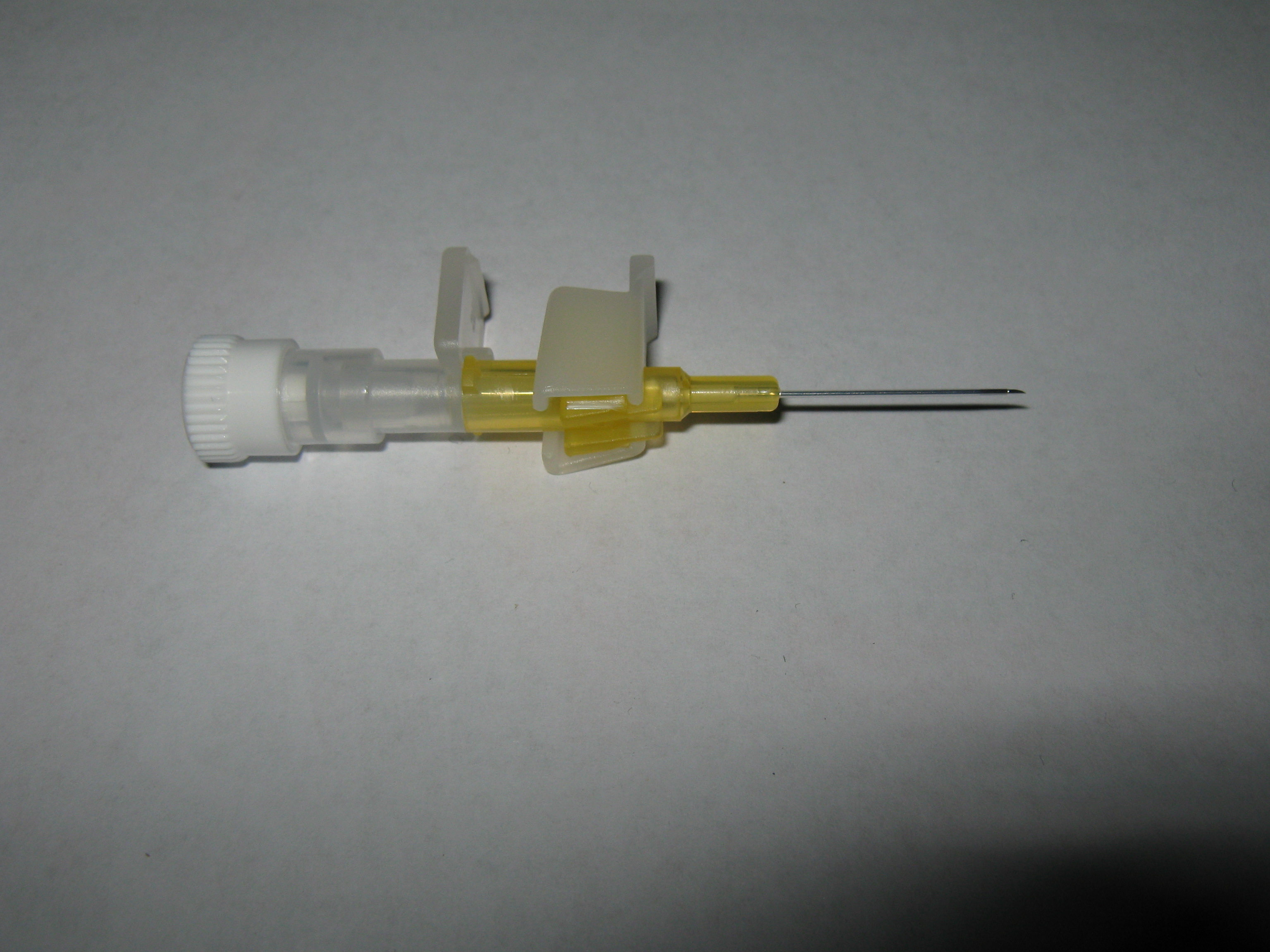
Complete intraveneuze canule

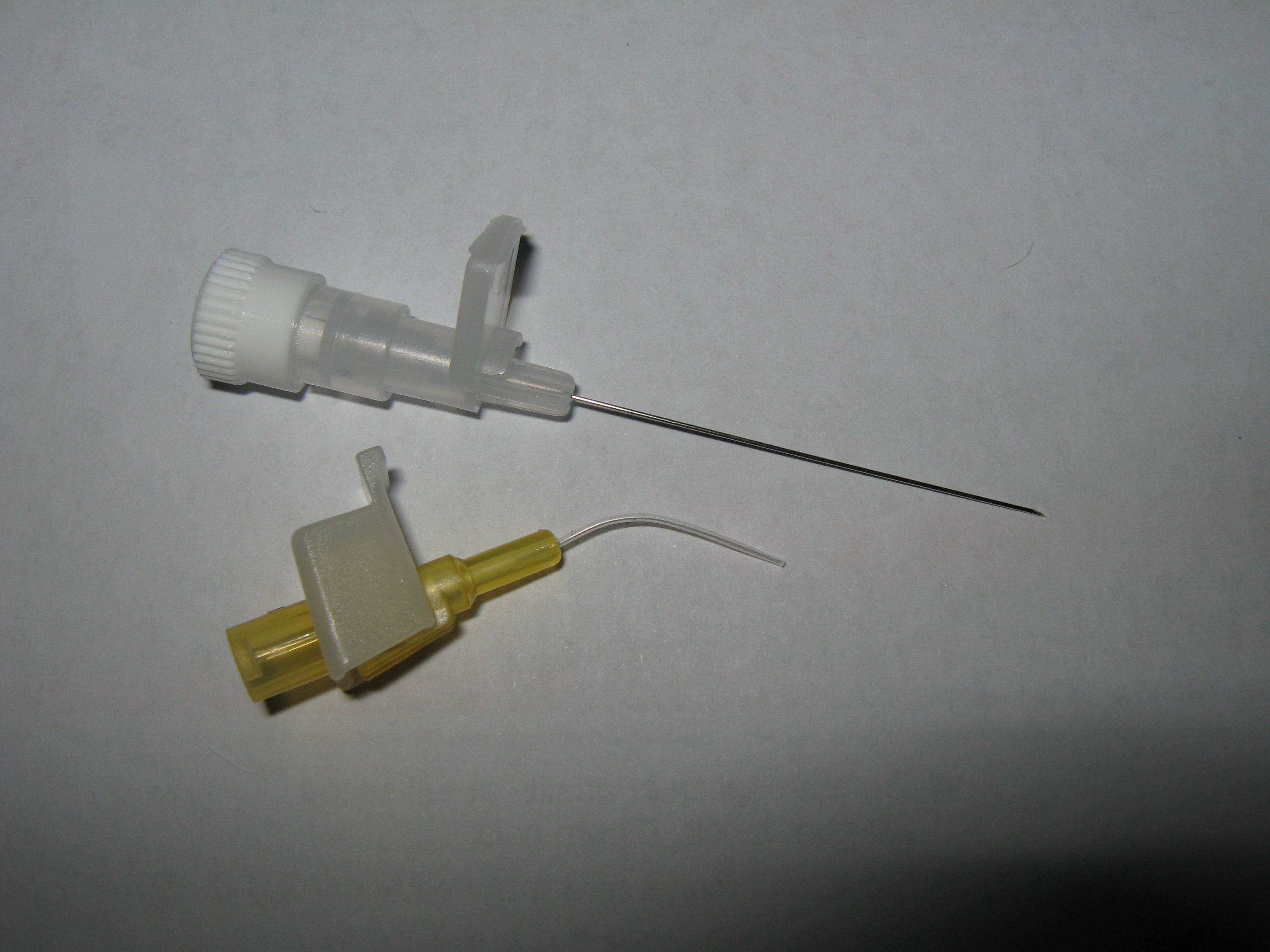
Naald verwijderd

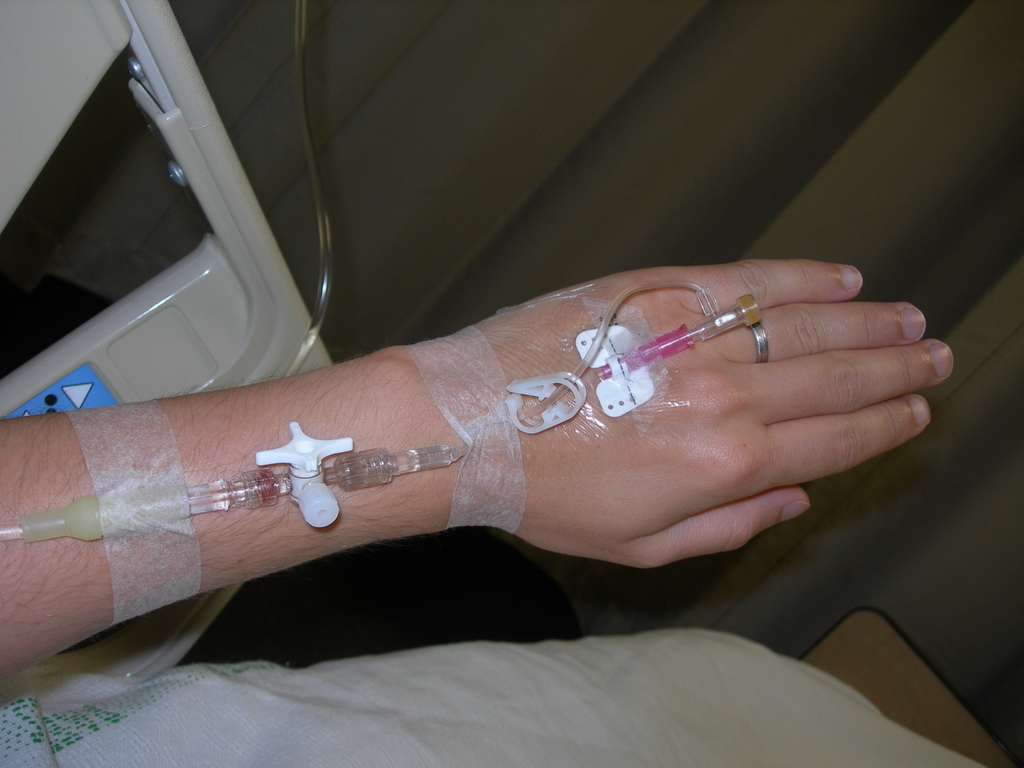
Het uiteindelijke infuus

Een intraveneuze (iv) canule is een canule (flexibel kathetertje) met daarin een starre holle naald die in een ader ('intraveneus') kan worden ingebracht. Zodra er juist geprikt is (in een bloedvat), zal via de holle naald bloed stromen, de bloedkamer in. Dit is voor de prikker een zichtbare indicatie dat hij goed zit. Vervolgens wordt voorzichtig de naald teruggetrokken en de canule tegelijkertijd verder het bloedvat in geschoven, tot uiteindelijk de naald compleet verwijderd is en de canule geheel ingebracht is. Eenmaal goed ingebracht kan de canule worden gefixeerd en aangesloten worden op bijvoorbeeld een infuus.
Het is belangrijk dat de naald verwijderd wordt, anders zou deze tijdens het prikken, of daarna door een beweging, door de andere kant van het vat kunnen prikken, waardoor de canule niet meer goed zit.
Vaak wordt een intraveneuze canule ook wel een 'Venflon' genoemd. Dat is een vorm van merkverwatering.

## Maatvoering
Intraveneuze canules worden in vele maten vervaardigd. Elke maat heeft een standaard kleur:
| Kleur  | Maat (G) | Diameter (mm) | Toepassing                      |
| ------ | -------- | ------------- | ------------------------------- |
| Oranje | 14G      | 2,0 mm        | Snel, vol bloed                 |
| Grijs  | 16G      | 1,7 mm        | Snel, bloed                     |
| Wit    | 17G      | 1,4 mm        | Snel, veel, viskeus             |
| Groen  | 18G      | 1,2 mm        | Veel, bloedproducten            |
| Roze   | 20G      | 1,0 mm        | 2-3 ltr, medicatie              |
| Blauw  | 22G      | 0,8 mm        | Langdurige medicatie, kinderen  |
| Geel   | 24G      | 0,6 mm        | Kinderen, pasgeborenen, ouderen |
| Zwart  | 26G      | 0,5 mm        | Pasgeborenen, ouderen           |